# 君子協定 (電影)
《君子協定》（英語：Gentleman's Agreement）是一部於1947年上映的美國劇情電影，由伊力·卡山執導。本片改編自勞拉·Z·霍布森的同名小說《君子協定》。、和主演。

## 演員
- 飾
- 飾
- 飾

## 外部連結
- 開眼電影網上《君子協定》的資料（繁體中文）
- 豆瓣电影上《君子協定》的資料 （简体中文）
- 时光网上《君子協定》的資料（简体中文）
- AllMovie上《君子協定》的资料（英文）
- 爛番茄上《君子協定》的資料（英文）
- TCM电影资料库上《君子協定》的资料（英文）
- 互联网电影数据库（IMDb）上《君子協定》的资料（英文）